# Solanum pectinatum
Solanum pectinatum är en potatisväxtart som beskrevs av Michel Félix Dunal. Solanum pectinatum ingår i släktet skattor som ingår i familjen potatisväxter. Inga underarter finns listade i Catalogue of Life.